# RON Spacerowa
RON Spacerowa – Radiofoniczny Ośrodek Nadawczy, znajdujący się w Mrągowie, przy ul. Spacerowej. Wieża RTV ma 115 m wysokości. Właścicielem ośrodka jest EmiTel Sp. z o.o.
17 czerwca 2013 roku została zakończona emisja programów telewizji analogowej. Tego samego dnia rozpoczęto nadawanie sygnału trzeciego multipleksu w ramach naziemnej telewizji cyfrowej.

## Parametry
- Wysokość posadowienia podpory anteny: 166 m n.p.m.[3]
- Wysokość zawieszenia systemów antenowych: Radio: 84, 89; TV: 114 m n.p.t.[3]

## Transmitowane programy[3]

### Programy telewizyjne - cyfrowe
| Skład multipleksu                                                                 | Częstotliwość | Kanał | Moc nadajnika | Polaryzacja | Kompresja |
| --------------------------------------------------------------------------------- | ------------- | ----- | ------------- | ----------- | --------- |
| MUX 3 - TVP1 HD - TVP2 HD - TVP3 Olsztyn - TVP Historia - TVP Sport HD - TVP Info | 514 MHz       | 26    | 0,01 kW       | pozioma     | MPEG-4    |

### Programy radiowe
| LP | Program            | Częstotliwość | Moc nadajnika | Polaryzacja |
| -- | ------------------ | ------------- | ------------- | ----------- |
| 1  | Radio Plus Olsztyn | 101,1 MHz     | 0,2 kW        | pionowa     |
| 2  | Meloradio 104,9    | 104,9 MHz     | 1,5 kW        | pionowa     |

## Nienadawane analogowe programy telewizyjne
Programy telewizji analogowej wyłączone 17 czerwca 2013 roku.
| LP | Program | Wađciciel             | Częstotliwość | Kanał | Moc nadajnika |
| -- | ------- | --------------------- | ------------- | ----- | ------------- |
| 1  | TVP1    | Telewizja Polska S.A. | 583,25 MHz    | 35    | 0,02 kW       |
| 2  | TVP2    | Telewizja Polska S.A. | 623,25 MHz    | 40    | 0,02 kW       |